# Anscario II
Anscario II (... – 940) fu conte di Asti e marchese di Ivrea dal 929 circa al 936 circa e marchese di Spoleto dal 936 alla morte.

## Biografia
Anscario II era figlio dell'Anscaride Adalberto I, marchese d'Ivrea, e della seconda moglie Ermengarda, figlia del marchese di Toscana Adalberto II il Ricco della stirpe dei Bonifaci, e di Berta di Lotaringia, figlia terzogenita del re di Lotaringia della stirpe Carolingia Lotario II e della seconda moglie, Waldrada. Suo fratellastro fu Berengario II d'Ivrea.
Anscario II fu titolare della marca d'Ivrea dalla morte del padre nel 929. In un documento di donazione del Castelvecchio di Asti nel 924 da parte di re Rodolfo verso il visconte di Asti Autberto, compaiono tra gli "intervenienti" la madre Ermengarda ed i figli Berengario ed Anscario, che in quel frangente sono definiti "incliti comites".
Anscario chiamò, così come tutta la sua stirpe, il re di Borgogna Rodolfo II per affrontare Berengario I. Egli però sostenne, su impulso della madre, i parenti di Toscana che avevano chiamato Ugo di Provenza contro Rodolfo II. Ugo nominò Anscario nel 936 duca di Spoleto, in un contesto di tensioni con Alberico di Roma. Nel 939 però Ugo perseguì una politica di accentramento ed espansione, occupando l'Esarcato, che mise in allarme sia la Roma di Alberico che Anscario, che aveva fatto proprie le aspirazioni autonomistiche del ducato, e Alberico cercò l'appoggio di Anscario. Ugo, che aveva già rimosso nell'anno di elevazione di Anscario a duca suo fratello Bosone dalla marca di Tuscia per elevare il figliastro Uberto, agì per la rimozione di Anscario dall'ufficio ducale. Nella primavera del 940 Ugo mandò un esercito comandato dal conte palatino Sarilone contro Spoleto a rimuovere Anscario. Anscario morì in battaglia e Sarilone divenne per breve tempo duca.

## Famiglia e figli
Anscario ebbe da una donna sconosciuta:
- Amedeo di Mosezzo, che sposò Guntilda, figlia di Rogerio, fratello di Arduino il Glabro della stirpe degli Arduinici[2], probabilmente al suo secondo matrimonio (in precedenza forse si era sposata con Manfredo, che erroneamente, è considerato un Manfredingio). I due ebbero un figlio, Berengario, che sposò una certa Cristina di legge romana e i due ebbero a loro volta una figlia che prese il nome della nonna, Guntilda[3] e un figlio di nome Berengario[4].

## Ascendenza
|                      |                    |                          | Genitori            |  |  | Nonni |  |  | Bisnonni            |  |  | Trisnonni |  |
|                      |                    |                          |                     |  |  |       |  |  | Amedeo di Langres ? |  |  | …         |  |
|                      |                    |                          |                     |  |  |       |  |  | Amedeo di Langres ? |  |  | …         |  |
|                      |                    | …                        |                     |  |  |       |  |  | Amedeo di Langres ? |  |  |           |  |
| Anscario I           |                    |                          |                     |  |  |       |  |  | Amedeo di Langres ? |  |  |           |  |
|                      |                    | …                        | …                   |  |  |       |  |  |                     |  |  |           |  |
|                      |                    | …                        | …                   |  |  |       |  |  |                     |  |  |           |  |
|                      |                    | …                        | …                   |  |  |       |  |  |                     |  |  |           |  |
| Adalberto I d'Ivrea  |                    | …                        |                     |  |  |       |  |  |                     |  |  |           |  |
|                      |                    | …                        | …                   |  |  |       |  |  |                     |  |  |           |  |
|                      |                    | …                        | …                   |  |  |       |  |  |                     |  |  |           |  |
|                      |                    | …                        | …                   |  |  |       |  |  |                     |  |  |           |  |
| …                    |                    | …                        |                     |  |  |       |  |  |                     |  |  |           |  |
|                      |                    | …                        | …                   |  |  |       |  |  |                     |  |  |           |  |
|                      |                    | …                        | …                   |  |  |       |  |  |                     |  |  |           |  |
|                      |                    | …                        | …                   |  |  |       |  |  |                     |  |  |           |  |
| Anscario II d'Ivrea  |                    | …                        |                     |  |  |       |  |  |                     |  |  |           |  |
|                      | Uberto del Vallese | Bosone il Vecchio        |                     |  |  |       |  |  |                     |  |  |           |  |
|                      | Uberto del Vallese | Bosone il Vecchio        |                     |  |  |       |  |  |                     |  |  |           |  |
|                      | Uberto del Vallese | …                        |                     |  |  |       |  |  |                     |  |  |           |  |
| Tebaldo d'Arles      | Uberto del Vallese |                          |                     |  |  |       |  |  |                     |  |  |           |  |
|                      |                    | …                        | …                   |  |  |       |  |  |                     |  |  |           |  |
|                      |                    | …                        | …                   |  |  |       |  |  |                     |  |  |           |  |
|                      |                    | …                        | …                   |  |  |       |  |  |                     |  |  |           |  |
| Ermengarda di Tuscia |                    | …                        |                     |  |  |       |  |  |                     |  |  |           |  |
|                      |                    | Lotario II di Lotaringia | Lotario I           |  |  |       |  |  |                     |  |  |           |  |
|                      |                    | Lotario II di Lotaringia | Lotario I           |  |  |       |  |  |                     |  |  |           |  |
|                      |                    | Lotario II di Lotaringia | Ermengarda di Tours |  |  |       |  |  |                     |  |  |           |  |
| Berta di Lotaringia  |                    | Lotario II di Lotaringia |                     |  |  |       |  |  |                     |  |  |           |  |
|                      |                    | Waldrada di Wormsgau     | …                   |  |  |       |  |  |                     |  |  |           |  |
|                      |                    | Waldrada di Wormsgau     | …                   |  |  |       |  |  |                     |  |  |           |  |
|                      |                    | Waldrada di Wormsgau     | …                   |  |  |       |  |  |                     |  |  |           |  |
|                      |                    | Waldrada di Wormsgau     |                     |  |  |       |  |  |                     |  |  |           |  |